# Nizkaja Wulica
Nizkaja Wulica (biał. Нізкая Вуліца; ros. Низкая Улица) – wieś na Białorusi, w obwodzie mohylewskim, w rejonie mohylewskim, w sielsowiecie Kniażyce, nad Łachwą.